# Margareta Bjuke
Gunhild Margareta Bjuke (född Björnsdotter), född 20 mars 1903 i Stockholm, död där 21 november 1993 i Kungsholms församling, var en svensk lärare och konstsamlare.

## Biografi
Margareta Bjuke föddes i Maria Magdalena församling i Stockholm. Hon arbetade som lärarinna i Stockholm och undervisade i kristendom och svenska.

## Konstsamling

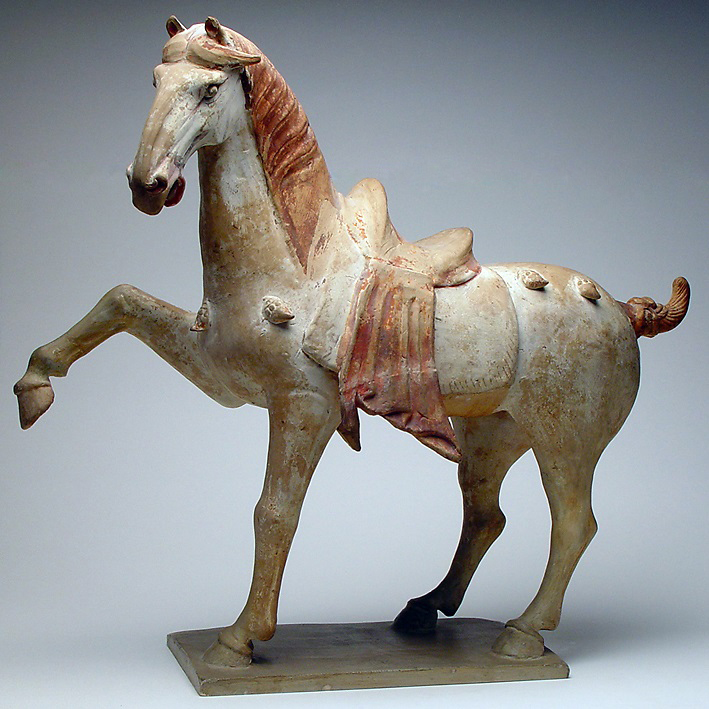
OM-1994-0007. Gravfigurin från Kina, stående häst med lyft framben, från Tangdynastin (618-907), ur Östasiatiska museets samlingar.

Margareta Bjuke och hennes man Robert Bjuke var passionerade samlare av konst, möbler och antikviteter. De donerade delar av sin samling till Östasiatiska museet i Stockholm, bl.a. vapen från Kinas bronsålder, figurmålningar på siden målade i Tang- och Sung-stil under 1800-talet, japanska träsnitt och gravfiguriner från Kina.

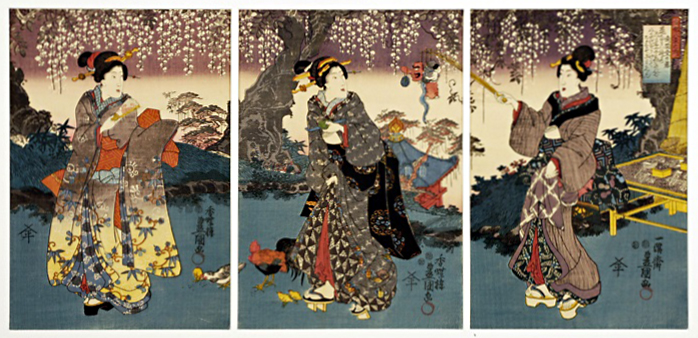
OM-1973-0055. Japanskt träsnitt, triptyk med kvinnor under blommande Wisteria (blåregn), ur Östasiatiska museets samlingar (gåva av Margareta Bjuke till minne av maken Robert Bjuke).

## Familj
Margareta Bjuke var dotter till bokhållaren Björn Ivar Sigurd Nordvall (född 1874) och Anna Karolina Holm (född. 1875). Hon gifte sig 1934 med ingenjören Robert Bjuke (1889–1973). Makarna är gravsatta i minneslunden på Skogskyrkogården i Stockholm.